# Municipio de Millerville
El municipio de Millerville (en inglés: Millerville Township) es un municipio ubicado en el condado de Douglas en el estado estadounidense de Minnesota. En el año 2010 tenía una población de 338 habitantes y una densidad poblacional de 3,7 personas por km².

## Geografía
El municipio de Millerville se encuentra ubicado en las coordenadas 46°3′55″N 95°35′20″O / 46.06528, -95.58889. Según la Oficina del Censo de los Estados Unidos, el municipio tiene una superficie total de 91.36 km², de la cual 82,8 km² corresponden a tierra firme y (9,36 %) 8,55 km² es agua.

## Demografía
Según el censo de 2010, había 338 personas residiendo en el municipio de Millerville. La densidad de población era de 3,7 hab./km². De los 338 habitantes, el municipio de Millerville estaba compuesto por el 98,22 % blancos, el 0,3 % eran asiáticos y el 1,48 % eran de una mezcla de razas. Del total de la población el 0,59 % eran hispanos o latinos de cualquier raza.